# V929 Геркулеса
V929 Геркулеса (лат. V929 Herculis), HD 154225 — одиночная переменная звезда* в созвездии Геркулеса на расстоянии приблизительно 677 световых лет (около 208 парсек) от Солнца. Видимая звёздная величина звезды — от +8,11m до +8,06m.

## Характеристики
V929 Геркулеса — жёлто-белая пульсирующая переменная звезда типа Дельты Щита (DSCTC) спектрального класса kA5hF5mF5, или A5m, или A5, или F2V. Масса — около 1,976 солнечной, радиус — около 3,434 солнечного, светимость — около 21,877 солнечной. Эффективная температура — около 6729 K.

## Планетная система
В 2019 году учёными, анализирующими данные проектов HIPPARCOS и Gaia, у звезды обнаружена планета.